# Jacques Mauduit

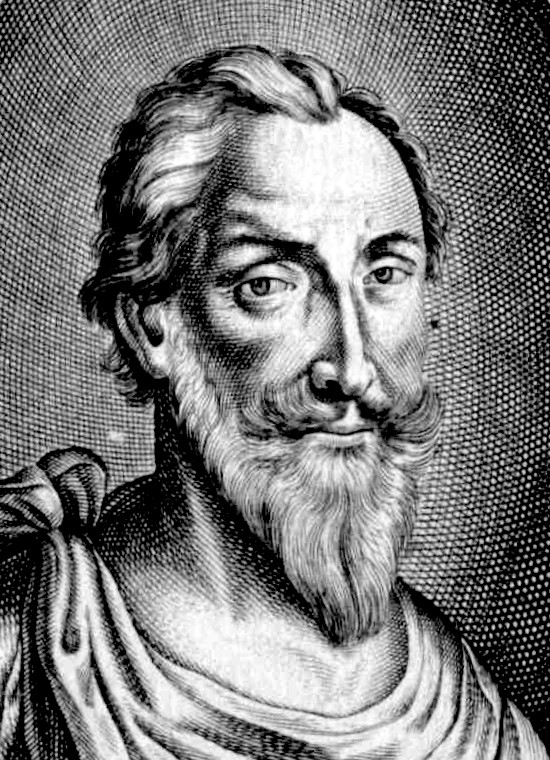
Jacques Mauduit

Jacques Mauduit (* 16. September 1557 in Paris; † 21. August 1627 ebenda) war ein französischer Komponist der Spätrenaissance. Er gilt als einer der erfindungsreichsten Komponisten des späten 16. Jahrhunderts, der die Mehrchörigkeit der Venezianischen Schule in die französische Musik einführte.

## Leben
Viele der biografischen Daten über Mauduit finden sich in den Schriften Marin Mersennes. Mauduit wurde als Sohn einer Adelsfamilie geboren. Er erwarb eine ausgezeichnete Bildung in Geisteswissenschaften, Philosophie und Sprachen, unter anderem Italienisch und Spanisch. Von seinem Vater übernahm er das Amt eines Registrators für Bittgesuche am Pariser Justizpalast. Seine musikalischen Kenntnisse erarbeitete er sich offenbar autodidaktisch. 1581 erlangte er einen Preis im Sainte-Cécile-Wettbewerb von Évreux für die fünfstimmige Motette Afferte Domino.
Mauduit war Mitglied der „Académie de musique et de poésie“, des von Jean-Antoine de Baïf und Joachim Thibault de Courville gegründeten Zirkels zur Pflege der Musique mesurée à l’Antique, d. h. zur Wiedererweckung der Rhetorik und Ethik der Musik des antiken Griechenlands in der zeitgenössischen französischen Musik und Dichtung. Nach Courvilles Tod im Jahre 1581 führte Mauduit den musikalischen Vorsitz der Académie. Er gestaltete die Cäcilienfeste in Notre Dame de Paris und das Hofballett unter Heinrich IV. und Ludwig XIII. Als Ludwig 1614 in die Hauptstadt einzog, dirigierte Mauduit die Aufführung der Festmusik.
Mauduit wurde als mutig beschrieben. Während der Belagerung von Paris (1589/90) am Ende der Hugenottenkriege verhalf er Claude Le Jeune und sich selbst zur Flucht aus der Stadt. Unter Lebensgefahr rettete er dabei einen Großteil von Le Jeunes Musik und Baïfs unveröffentlichte Werke. Mauduit überlebte alle Komponisten der Académie. Er starb 1621 in Paris.

## Werk
Mauduit war ein produktiver Komponist von Chansons im damals neuen Stil der Musique mesurée, der die Notenwerte genau an die Metrik der französischen Sprache anglich. Den Ruhm Claude Le Jeunes erlangte er nicht. Dies ist auch dem Umstand geschuldet, dass Mersenne Mauduits Gesamtwerk zwar zu veröffentlichen versprach, sein Vorhaben aber nie in die Tat umsetzte. Mauduits komponierte in einfachem und klarem Stil. Bei der Vertonung nahm er keine Änderungen an den Texten vor. Ein abwechslungsreiches Klangbild erreichte er vorwiegend durch harmonische Mittel.
Eines seiner bekannten Werke ist ein fünfstimmiges Requiem (1585) für das Begräbnis des Dichters Pierre de Ronsard. Es wurde 1611 zum Jahrestag des Todes von Heinrich IV. erneut aufgeführt und erklang auch zu Mauduits eigenem Begräbnis. Sein erstes gedrucktes Werk waren die vierstimmig gesetzten Chansonnettes mesurées de Jean-Antoine de Baïf (1586). Diese Sammlung war die erste, die vollständig aus Kompositionen der Musique mesurée bestand. Der überwiegende Teil seiner Musik aus dem späten 16. Jahrhundert gilt als verschollen. Unter den verlorenen Werken nannte Mersenne über 300 Psalm-, mehrere Vesper- und Tenebrae-Vertonungen, 104 Hymnen, Messen und Motetten. Damit ist Mauduit unter den bedeutenden Komponisten der Spätrenaissance derjenige, dessen Schaffen am geringsten dokumentiert ist.
Mauduit trat auch als Komponist von Airs de Cour für Gesang und Laute hervor. 1617 beteiligte er sich neben Pierre Guédron, Antoine de Boësset und Gabriel Bataille an der gemeinsamen Komposition des Balletts La Déliverance de Renaud. Er führte den Musique-mesurée-Stil ins 16. Jahrhundert und verband ihn auch mit Genres, für die er nicht gedacht war, z. B. große vokal-instrumentale Besetzungen in der Tradition der Venezianischen Schule. Mersenne schrieb ihm zu, das Gambenconsort in die französische Musik eingeführt zu haben. Er behauptete auch, Mauduit habe vorgeschlagen, eine sechste Saite auf der Viola da gamba hinzuzufügen.